# 利姆
利姆是位於克羅埃西亞西北部伊斯特拉半島西海岸的一個地區。這一地區地形奇特，是克羅埃西亞著名的觀光景點。

## 外部連結
- 维基共享资源上的相關多媒體資源：利姆
- Lim chanel or Lim fjord
- Lim bay（页面存档备份，存于） at InfoRovinj

45°07′59″N 13°38′08″E / 45.1331303600°N 13.6354183400°E